# Salomão Schvartzman
Salomão Schvartzman (Niterói, 4 de junho de 1931 – São Paulo, 6 de julho de 2019) foi um jornalista e sociólogo brasileiro.

## Biografia

### Início da carreira
Salomão começou como um repórter do jornal O Globo do Rio de Janeiro. Trabalhou também na Rádio Globo, tendo coberto inclusive o julgamento do nazista Adolph Eichman (1906-1962) em 1961.

### Formação acadêmica
Salomão graduou-se em Ciências Políticas e Sociais em 1983 na Escola de Sociologia e Política de São Paulo (FESPSP).

### Crescimento na carreira
Em seguida, Salomão trabalhou na revista Manchete, tendo sido chefe da sucursal paulista da revista. Posteriormente, foi âncora do programa Frente a Frente da TV Manchete durante onze anos. Também apresentava, na mesma emissora, o programa Momento Econômico e o musical Clássicos em Manchete.

### Como um radialista
Em 2000, após o fim da Rede Manchete, Salomão transferiu-se para a Fundação Padre Anchieta, responsável pela TV Cultura e pelas rádios Cultura AM e FM. Na Cultura FM, apresentou durante sete anos o programa "Diário da Manhã". Saiu da emissora em 2007, indo logo em sequência para a rádio Scalla FM de São Paulo, onde seguiu apresentando o Diário da Manhã. Porém, a emissora saiu da cidade e Salomão também saiu da emissora. Posteriormente, Salomão passou a atuar na rádio BandNews FM como um colunista e cronista.
Em outubro de 2013, Salomão voltou a apresentar o Diário da Manhã na rádio Cultura FM além de seguir com seus programas nas rádios BandNews FM e Bandeirantes.

### Na televisão
Salomão apresentou no canal por assinatura Arte 1 o programa Arte 1 in Concert além de ser a voz padrão da emissora e apresentou no canal BandNews o programa "Salomão:" (lê-se "Salomão Dois Pontos").

### No cinema
Salomão participou do documentário poético Memória de rio, sob direção do cineasta Roney Freitas e produção da Cinematográfica Superfilmes, em que faz uma meditação sobre o rio Tietê na cidade de São Paulo.

### Morte
O jornalista teve a morte declarada no dia 6 de julho de 2019 às 11h35min logo depois de dar entrada no pronto atendimento do Hospital Albert Einstein. 

## Detalhe pessoal
Ao longo de sua carreira, Salomão sempre finalizava seus programas com o bordão "Seja feliz!".

## Honraria
Salomão recebeu menção honrosa do Prêmio Esso com a matéria "Doca Doca: Por que mataria a mulher que amava?" (sobre o caso Ângela Diniz, socialite assassinada em 1976), publicada na revista Manchete.